# Вейдман, Чарльз
Чарльз Вейдман (Charles Weidman; 22 июля 1901 Линкольн, Небраска − 15 июля 1975, Нью-Йорк) — хореограф, основоположник современного танца (танец модерн) и педагог. Он известен как один из пионеров современного танца в Америке. Он хотел освободиться от традиционных движений танцевальных форм, популярных в то время, чтобы создать уникальный американский стиль движения. Он занимался хореографией с 1920-х годов до своей смерти в 1975 году. Наиболее известен своим сотрудничеством с Дорис Хамфри, с которой организовал школу и труппу, существовавшие под разными названиями до 1945 года. При этом, он много работал самостоятельно.

## Карьера
Учился у Холлис Фрэмптон, затем у Теда Шоуна и Рут Сен-Дени в школе Денишоун (1921—1927). В школе Денишоун он был партнёром Марты Грэм и Дорис Хамфри. Он изучал различные виды танцевального фольклора США, а также классический танец и пантомиму. Вскоре он решил освободиться от экзотического стиля движения и создать новый стиль, уникальный для Америки. В 1927 году он основал труппу Хамфри-Вейдмана вместе с Дорис Хамфри. В течение этого десятилетия общество, искусство и культура процветали. Начали процветать джазовая музыка, технологии, танцы стали популярным видом деятельности, и Соединенные Штаты наслаждались общим ощущением экономического развития. По словам Вейдмана, «это было позитивное время, когда люди говорили „да“ человеческим ценностям, время, наполненное жизненной силой, была острая необходимость выразить себя, но также и выразить время, в которое человек жил. Была вера в будущее». В то время, когда быстро приближались перемены и были популярны инновации, он привнес это в мир танца и навсегда изменил его. В это огромное время перемен он начал свою хореографию и продолжал заниматься ею в течение последующих четырех десятилетий. Несмотря на то, что его работа была не очень политическая, а его темы и идеи были разработаны, чтобы воплотить американскую культуру, он продолжал работать в годы Великой депрессии, Нового курса и Второй мировой войны.

## Воплощение танцевальной идеи
Он хотел создать уникальный американский стиль движения и хотел освободиться от текущих идей современного танца, воплощенных в школе Денишоун (членом которой он был). Наибольшую известность ему принесла работа с Дорис Хамфри, вместе с которой он основал труппу «Хамфри-Вейдман». Они познакомились, когда танцевали в школе Денишоун, и вскоре они решили создать танцевальную труппу, основанную на «танцевальном стиле, который возник из Американской почвы». Работа Вейдмана была совершенно новой для танцевального мира, потому что он пытался отделиться от природы балета, бросая вызов гравитации, чтобы создать танцевальный стиль, который уступил бы естественному «притяжению гравитации».

## Техника Хамфри-Вейдман
Его движения были основаны на гравитации. Концентрируясь на этом элементе, «вновь было обнаружено падение». Его техника основывалась на теории и действии падения и восстановления. Кроме того, он подчеркнул движения, которые происходили до и после падения. Из этих идей возникло «сопротивление тела гравитации». Это создало совершенно новый словарь движений, который включал много работы на полу, прыжки и падения. В итоге была разработана теория, согласно которой все телодвижения представляют собой различные фазы и вариации двух основных моментов — падения и подъема (foll and recovery). В дополнение к своему уникальному новому способу передвижения, он привнес личный элемент в мир танца: свои драматические способности. «Пожалуй, ни у кого нет такого драматического мастерства, как у Вейдмана». Его хореография была выразительной и очень эмоциональной. Эмоции его работ варьировались от комедии до серьезности—но экспрессия всегда была важна и всегда присутствовала в его хореографии.

## Хореография
Он также был хорошо известен разнообразием хореографических стилей, в которых он работал. Он поставил «Менестрели» на музыку Клода Дебюсси (1929), «Счастливый лицемер», Герберта Элуэлла (1931), «Танцы труда» и «Спортивные танцы»(1932), «Кандид», Риггера (1933), «Атавизм» Энгеля (1936), «А папа был пожарным», Хауфрехта (1943). Его работа «Страсть», сюита танцев, изображающая популярные случаи убийств, также получила известность.
В 1945—1949 он руководил собственной школой и труппой «Вейдман данс тиэтр». В 1949—1954 был балетмейстером «Нью-Йорк сити опера». Он ставил мюзиклы в Бродвейских театрах. Главными постановками этого периода были: «Разделённый дом» Новака (1945), «Басни нашего времени» на музыку Миллера (1947), «Война мужчин и женщин» на музыку Чайковского (1954). Еще одним из главных произведений Вайдмана были «Вальсы Брамса» (1967), которые были посвящены Дорис Хамфри, «потому что это было то движение, которое она любила и могла танцевать так красиво».
В 1960—1970 годах он работал как педагог, а также в труппе Театра выражения двух искусств (Нью-Йорк). Там он поставил «Страсти по Матфею» на музыку Баха (1973) и «Посвящение Сен-Дени» (1974).

## Наследие
Он изменил сам способ танцевать. Его вклад в эту область был признан, когда он получил премию Heritage Award в 1970 году. Один из его бывших танцоров отметил, что «все танцоры мужского пола брали идеи у Чарльза». В своей труппе он обучал таких известных хореографов, как Хосе Лимон, Боб Фосс и Луи Фалько. Он помог заложить основы современного танца, и многие его идеи до сих пор лежат в основе современного танца. К сожалению, его работа не очень хорошо известна, и ее трудно реконструировать, потому что очень мало записано на пленку. Поэтому его бывшие танцоры должны были воссоздать большую часть его работ по памяти. Однако его страсть и идеи оказали большое влияние на то, как сегодня изучается и создается движение.
В 1987 году он был введен в Зал славы Национального музея танца Мистера и Миссис Корнелиус Вандербильт Уитни.